# قائمة زملاء الجمعية الملكية المنتخبين في 1936
هذه الصفحة تعرض قائمة زملاء الجمعية الملكية المُنتخبين لعام 1936.

## الزملاء
- Birbal Sahni [الإنجليزية]‏
- رونالد نوريش
- Ernest Basil Verney [الإنجليزية]‏
- Harry Hemley Plaskett [الإنجليزية]‏
- Edgar Hartley Kettle [الإنجليزية]‏

## الأعضاء الأجانب
- Felix Andries Vening Meinesz [الإنجليزية]‏
- سيغموند فرويد
- هيرمان فايل
- لودفيغ جوست